# Monokratie
Monokratie (griechisch: mono ‚allein, einzeln‘, krateîn ‚herrschen‘) ist der Oberbegriff für Organisationsformen der Alleinherrschaft „innerhalb einer sozialen oder politischen Einheit (Gruppe, Organisation, Staat)“, bei denen die tatsächliche oder formelle letzte Entscheidungsgewalt bei lediglich einem Menschen liegt. Sie „bezeichnet ein Organisations- und Zuständigkeitsprinzip, bei dem die Führungs- und Entscheidungsgewalt nur von einer Person ausgeübt wird, die auch die Verantwortung für die getroffenen Entscheidungen trägt (monokratische Führung)“.

## Politik
Zu unterscheiden ist dem Soziologen Günter Hartfiel zufolge einerseits die „legitime oder illegitime Einherrschaft“ in Form der Monarchie sowie andererseits die Tyrannis oder Diktatur. Politisch-ideengeschichtlich wird die Monarchie in der Regel als eine dem Wohle des Gemeinwesens förderliche Herrschaftsform bewertet und die Tyrannis als eine dem Gemeinwohl abträgliche Alleinherrschaft begriffen.
Die meisten demokratisch verfassten Staaten der Gegenwart werden von einem durch Wahlen bestimmten, mit besonderen Rechten ausgestatteten, persönlichen Staatsoberhaupt geführt. Auch solche Staaten werden daher teilweise noch monokratisch geführt, jedoch gibt es bedingt durch die Verfassung zahlreiche Kontrollmöglichkeiten. Das gilt auch für Staaten, in denen die Monarchie formell fortbesteht, die aber eine demokratische Verfassung besitzen. Zu den seltenen kollegialen (aber im Unterschied etwa zu einer Militärjunta demokratisch legitimierten) Staatsführungen zählt der Bundesrat der Schweiz.

## Organisationen
Auch wenn in liberalen Demokratien auch Unternehmen, Parteien, Kommunen, Behörden, Bands und andere politische Einrichtungen meistens nicht monokratisch strukturiert sind, die unumschränkte Herrschaft eines Einzigen also in der Regel ausschließen oder vermeiden, kann eine starke Spitze in einer Organisation dazu führen, dass der Eindruck einer Alleinherrschaft entsteht. Das kann Formen bis hin zu einem Personenkult etwa im Sinne eines Star- oder Führerkults annehmen. Dies geschieht zum Beispiel, wenn die Öffentlichkeit – oft infolge einer von Nachrichtenfaktoren wie Prominenz und Personalisierung bestimmten Medienberichterstattung – Organisationen wie Verbände, Firmen, Glaubensgemeinschaften, Gebietskörperschaften, Parteien oder Sportvereinen praktisch nur noch mit einer sehr dominierenden Persönlichkeit in Verbindung bringt und die unter ihrer Führung agierenden Ebenen, Personen, Zuständigkeiten und Verantwortlichkeiten kaum noch wahrnimmt.

## Weblink
- Stichwort Monokratie im Politiklexikon der Bundeszentrale für politische Bildung